# Огни Анатолии

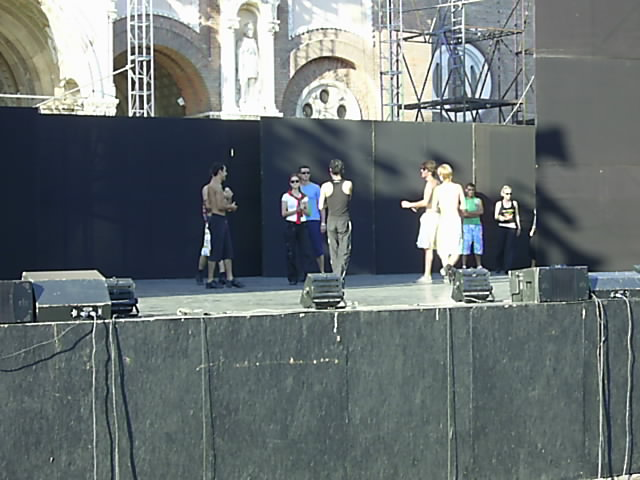
Танцевальный ансамбль «Огни Анатолии»

«Огни Анатолии» (тур.  Anadolu Ateşi) — турецкий танцевальный ансамбль, состоящий из 120 танцоров, нескольких хореографов и технического персонала. Ансамбль давал представления более чем в 85 странах от США до Китая и Японии, перед аудиторией около 20 миллионов человек. Огни Анатолии удерживают два рекорда Книги рекордов Гиннесса, один — за самое быстрое исполнение танца с 241 танцевальными па в минуту, а другой — за наибольшую аудиторию в 400 000 зрителей в Эрегли (Ereğli). Руководитель коллектива Мустафа Эрдоган (Mustafa Erdoğan).

## История
Концепция большой танцевальной группы, исполняющей танцы Анатолии в сочетании с современным танцем и балетом была давней мечтой Мустафы Эрдогана, который руководил студией народного танца в университете Билкент (г. Анкара, Турция). В 1999 году от создал основу группы, которая была позже названа как Султаны танца (Sultans of the Dance). На объявления о наборе танцоров, опубликованные в местной прессе, откликнулось 750 человек, из которых Мустафа выбрал 90, которые начали работать над своими физическими и танцевальными возможностями под строгим руководством. Мастера танцевального коллектива обучали остальных танцоров, знакомя их с основами балета, современного и народного танца, в зависимости от их танцевального образования и необходимой им степени совершенства.
Коллектив дал первое представление в 2001 году и начал мировой гастрольный тур год спустя под наименованием Огни Анатолии.Турецкий ансамбль превзошел все существующие коллективы по количеству участников. Двести пятьдесят человек, входящие в танцевальную труппу коллектива могут проводить грандиозные выступления одновременно в трех точках земли. При этом качество выступления никак не пострадает. Все номера будут такими же яркими и эмоциональными. Даже самый взыскательный зритель не выделит явных звезд в сплоченном танцевальном шоу. По мнению Эрдогана Огни Анатолии в настоящее время входит в тройку крупнейших танцевальных коллективов мира. Турецкий ансамбль за недолгие десять лет покорил семьдесят пять стран мира. В 2002 году впервые совершил мировое турне, в котором было представлено чуть меньше трех тысяч выступлений. Сегодня приобщились к творчеству турецкого коллектива около пятнадцати миллионов зрителей. Ансамбль «Огни Анатолии» растопил даже политический официоз на конференции НАТО в 2006 году. Танцоры выступали перед пятьюдесятью президентами. «Огни Анатолии» покорили самые известные площадки мира — выступление на Евровидении, открытии Формулы-1, в Кремлёвском дворце, Мэдисон Сквер Гарден. Список достижений ансамбля велик.

## Гастрольная деятельность
Танцевальный коллектив побывал с гастролями в США, Германии, Швейцарии, Польше, Венгрии, Румынии, Боснии и Герцеговине, Болгарии, России, Катаре, Китае, Японии, Казахстане, Франции и Нидерландах; в Египте концерт был дан прямо перед Египетскими пирамидами.
В настоящее время ансамбль представляет шоу: Огни Анатолии — дивертисмент танцев народов Турции, Троя — интерпретирующее языком танца бессмертную поэму Гомера и Врата Востока — выраженная в танце история Эрзурума — ворот востока, центра многоцветья и целостности культур.
В своих шоу коллектив сплетает сольные номера, массовые драматические сцены, «оживающие» декорации, декламацию древних легенд и др.
В летний период ансамбль даёт представления в арене Gloria Aspendos близ античного города Аспендос под открытым небом, что ещё более усиливает воздействие на зрителей, среди которых множество туристов, отдыхающих на Анатолийском побережье.

## Основной состав
Кроме 120 танцоров ещё несколько человек работают над проектом. Главный хореограф Мустафа Эрдоган, отвечающий за халай и танцы региона Юго-Восточная Анатолия, Алпер Аксой собирает элементы танцев Эгейского региона и Октай Керестеджи воплощает хореографию современного танца и балета. Октай Керестеджи — один из наиболее признанных балетных танцоров и наставников Турции — до сих пор танцует на сцене в составе Огней Анатолии несмотря на 48-летний возраст.
- генеральный директор и хореограф: Мустафа Эрдоган (Mustafa Erdoğan);
- администратор: Йылмаз Эрдоган (Yılmaz Erdoğan);
- музыка: Танер Демиралп (Taner Demiralp), Фуат Сака (Fuat Saka), Мустафа Эрдоган;
- хореография: Октай Керестеджи (Oktay Keresteci), Алпер Аксой (Alper Aksoy);
- костюмы: Султан Гёзджю Йозел (Sultan Gözcü Özel);
- грим и сценография: Серкан Айдын (Serkan Aydın).